# 遺伝子再集合

生命工学における遺伝子再集合の過程

遺伝子再集合(英: reassortment)とは2つの類似のウイルスが同じ細胞に感染した際に起こる遺伝物質の混合現象である。インフルエンザウイルスは8つの分節RNAをゲノムとして保有しているため遺伝子再集合を起こす。インフルエンザの分節ゲノムはmini-chromosomeのような機能を有する。
単一の宿主（ヒト、ニワトリ、他の動物）にインフルエンザウイルスの異なる株が感染した場合、それぞれの株に由来する分節RNAを保有するウイルス粒子が出現することがある。新しく遺伝子再集合により出現した株は両方の親ウイルスの特徴を有することがある。
遺伝子再集合はインフルエンザウイルスの大幅な遺伝子の変異の原因となる。特に、1957年と1968年のインフルエンザのパンデミックはニワトリを宿主とするインフルエンザウイルスとヒトを宿主とするインフルエンザウイルスの間に生じた遺伝子再集合により出現したインフルエンザウイルス株が原因となった。

## 引用文献
"Flu Vaccine Production Gets a Shot in the Arm".  Ernie Hood, Environmental Health Perspectives Volume 114, Number 2, February 2006.